# Rilhac-Treignac
Rilhac-Treignac – miejscowość i gmina we Francji, w regionie Nowa Akwitania, w departamencie Corrèze.
Według danych na rok 1990 gminę zamieszkiwało 131 osób, a gęstość zaludnienia wynosiła 14 osób/km² (wśród 747 gmin Limousin Rilhac-Treignac plasuje się na 488. miejscu pod względem liczby ludności, natomiast pod względem powierzchni na miejscu 570.).